# 정우 (인디)
정우(본명: 박정우, 1997년 10월 26일 ~ )는 대한민국의 인디 가수다. 2019년 9월 5일 정규 앨범 '여섯번째 토요일'로 데뷔했다.
이후 디지털 싱글 [연가], 더블 싱글 [양/종말], 더블 싱글 [옛날이야기 해주세요]를 발표했다. 2023년 정규 2집 [클라우드 쿠쿠 랜드 앨범]을 발표하며 기존의 포크 사운드와는 다른 록 밴드 사운드를 보여주고 있다. 2024년 한국대중음악상 모던록 음반/노래 두 부문에 노미네이트 되었다.
이후 김일두의 [누군가를 사랑한다는 것]을 리메이크한 싱글을 발표하며 활동을 이어오고 있다.
1. ↑  https://www.mhnse.com/news/articleView.html?idxno=251100